# Дворац породице Сервијски у Новом Кнежевцу
Дворац породице Сервијски се налази у Новом Кнежевцу. Саградио га је Марко Сервијски, образован и угледан грађанин новосадског Магистрата, који је 1782. купио Турску Кањижу, на чијем је месту подигао дворац. Овај дворац представља културно добро од великог значаја.

## Историја
Дворац је изградио у Новом Кнежевцу, богати трговац цинцарског порекла и угледни грађанин новосадског Магистрата Марко Сервијски. Марко на првој лицитацији коморских добара, одржаној 1782. године, купује Турску Кањижу-спахилук, на основу чега добија племићку титулу, са правом на предикат "од Турске Кањиже". Године 1793, након куповине спахилука, Марко подиже дворац. Касније његов син Ђорђе, оставља дворац и имање у Кањижи својој сестричини Катарини, из тестамента из 1855. године, која удајом за Емила Шулпеа, имање и дворац доноси у мираз породици Шулпе. У дворцу је у време боравка породице Сервијски била и велика библиотека, са око 3.000 књига, као и ретки примерци старог мајсенског порцелана, предмети од сребра, бронзе, стари и скупоцени намештај и богата збирка ловачких портрета и старог трофејног оружја. Касније Вилхемина Шулпе, ћерка и наследница Катарине и Емила Шулпе удајом за Андора Талијана дворац доноси у мираз породици Талијан, који поседују још два објекта у Новом Кнежевцу. Једну зграду гради Андор Талијан, а другу барон Федор Феилић 1856. године, да би касније оба објекта припала Бели Талијану.

## Изглед здања
Ово здање представља један од старијих, већих и раскошнијих двораца у Војводини, који својим пропорцијама, обрадом фасада и унутрашњим распоредом припада групи касно-барокних грађевина овог типа. Дворац је спратан са издуженом правоугаоном основом. Грађен је као слободно стојећи објекат, окружен парком. Истиче се централни ризалит главне фасаде са мансардним узвишењем средњег дела крова, у чијем се средишњем делу налази карактеристична барокна тераса са оградом од кованог гвожђа. Изнад кровног венца је атиком, на којој је у рељефу изведен грб породице Сервијски. Атика и средишњи део масивног кровишта дају свечани тон и репрезентативност објекту. Украси у малтерској пластици изнад прозора, профилисани кордонски и поткровни венац као и истурени централни ризалит одлике су архитектуре познобарокног времена са елементима већ наступајућег класицизма. Дворишна фасада је урађена симетрично, са ширим средишним плиткосегментним отвором трема у приземљу, а изнад кога је трокрилни прозор на спрату и мансардно узвишен део крова, са троделном правоугаоном атиком у ширини три отвора, док се са стране налазе по четири плитко сегментна отвора у приземљу, изнад којих се налазе двокрилни прозори на спрату. Након Другог светског рата је сав покретни материјал развучен. У дворцу се данас налази општински суд и администрација комуналних служби, општине Нови Кнежевац. Током адаптације дворца за административне службе здање губи своју аутентичност спахијске породичне зграде.

## Реконструкције
Године 1976. су вршени конзерваторски радови на објекту.

## Галерија
- Дворац породице Сервијски
- Дворац породице Сервијски
- Дворац породице Сервијски
- Дворац породице Сервијски
- Дворац породице Сервијски
- Дворац породице Сервијски